# Master of Arts

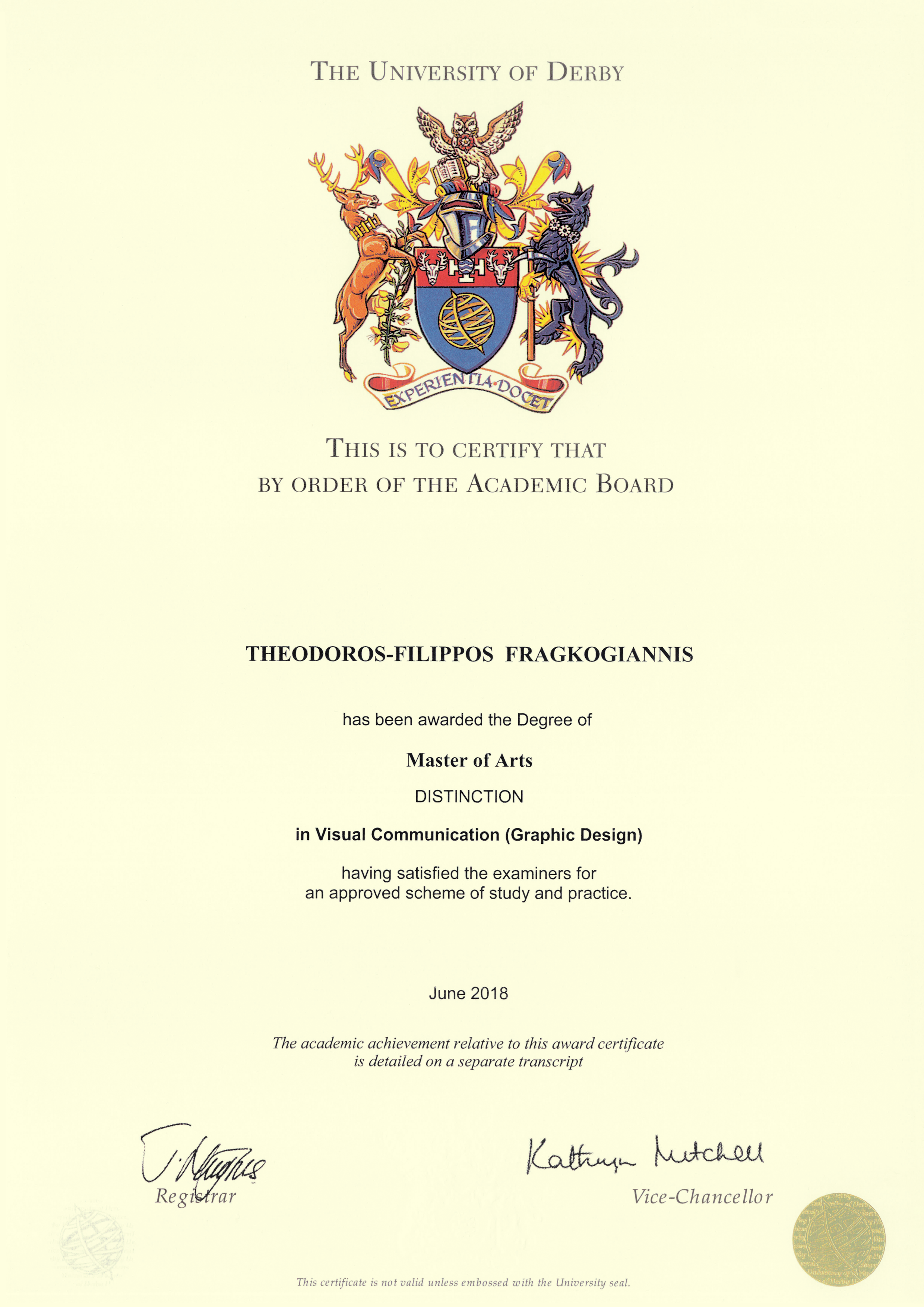
Master of Arts ve Vizuální Komunikace (Grafický Design) udělený University of Derby v roce 2018

Master of Arts (latinsky Magister Artium, ve zkratce M.A. či MA, příp. z lat. Artium Magister někdy též ve zkratce A.M. či AM) je titul magisterského stupně (master's degree) typický pro anglosaský svět. Udílen je ve světě na celé řadě univerzit či vysokých škol. Master of Arts obvykle stojí v určitém kontrastu s titulem Master of Science. Titul Master of Arts bývá většinou udělován v oblasti humanitních věd a též v oblasti společenských věd, různé univerzity a vysoké školy ve světě však mají různé konvence, tradice a zvyklosti, udílen tak může být příp. i v odlišných oblastech vědy. Získat jej lze v řadě zemí světa, např. ve Spojeném království, Spojených státech amerických nebo v Německu.
Nejedná se o titul, který by byl výlučně spjat se studiem v umělecké oblasti na vysoké škole, ale vychází historicky z tzv. sedmi svobodných umění – magistr (svobodných) umění (např. se lze setkat s překladem magistr humanitních věd). Tento stupeň kvalifikace (titul) je udělován po úspěšném dokončení vysoké školy, obdobně jako je tomu v Česku. V Česku je obvyklým ekvivalentem magisterský studijní program (blíže ISCED). Nejčastěji se může jednat o magistra (zkratka Mgr.), zatímco pro Master of Science může být obvyklejším ekvivalentem inženýr (zkratka Ing.), nicméně existuje řada odlišných případů, například v oblasti ekonomie se v Česku uděluje inženýr, zatímco jinde ve světě může být typičtější magistr (Master of Arts), jinde ve světě může být pro různé oblasti opět odlišná tradice atd.
V různých částech světa se dnes užívá různý zápis a pravopis zkratek titulu, např. ve Spojených státech amerických se tyto zkratky píší především s tečkami, zatímco ve Spojeném království, Kanadě, Austrálii či na Novém Zélandu se často zkracuje bez teček, v jiných částech světa (např. Afrika) se zvyklosti mohou opět různit. Na školách ve světě nebo na zahraničních vysokých školách v Česku, či na jejich pobočkách, může být možné tento titul také získat a příp. jej v Česku i uznat (tzv. nostrifikovat). Držitel této kvalifikace může také usilovat i o doktorát (Ph.D.).
Studium ve světě vedoucí k získání Master of Arts může být obvykle jednoleté až tříleté jako tomu bývá u magisterského studia v případě Česka. Předpokladem ke studiu vedoucímu k udělení titulu Master of Arts bývá úspěšné získání bakalářského vzdělání.
Master of Arts (MA) spolu s Master of Science (MS) jsou základní graduální stupně kvalifikace ve Spojených státech amerických, Master of Arts může obvykle předcházet získání Bachelor of Arts (BA), respektive obdobně Bachelor of Science (BS). Pokud se zkratky těchto titulů užívají, píší se za jménem odděleny čárkou. Akademické tituly této kvalifikace – magisterské (i ty bakalářské), se však ve světě běžně neužívají, resp. nepíší, běžně tak bývají užívány až tituly vyšší – doktorské (akademicko-vědecké, tj. Ph.D., DSc apod.).